# Президентська бібліотека Республіки Білорусь
Президентська бібліотека Республіки Білорусь (біл. Прэзідэнцкая бібліятэка Рэспублікі Беларусь) — одна з найбільших наукових спеціалізованих бібліотек Республіки Білорусь. Розташована в Будинку Уряду у Мінську.
Президентська бібліотека Республіки Білорусь має статус наукової бібліотеки і є центром інформації з права, економіки, державного управління. Вона  володіє зборами вітчизняних і зарубіжних документів на різних мовах світу об'ємом понад 1,5 млн одиниць зберігання. Бібліотека отримує безкоштовний обов'язковий примірник всіх вітчизняних видань. Усі інформаційні ресурси через систему читальних залів доступні.
Президентська бібліотека виконує функції аналітико-інформаційного підрозділу Адміністрації Президента Республіки Білорусь. Пріоритетним є обслуговування Президента Республіки Білорусь та його Адміністрації, Національних зборів Республіки Білорусь, Конституційного Суду Республіки Білорусь, Виконавчого секретаріату СНД, міністерств, державних комітетів, відомств, організацій та місцевих органів управління. Є Інтранет-доступ до баз даних бібліотеки для користувачів з Адміністрації Президента Республіки Білорусь, Палати Представників та Ради Республіки Національних Зборів Республіки Білорусь та Ради Міністрів Республіки Білорусь з можливістю віддаленого замовлення необхідних документів.
Інформаційно-бібліотечне обслуговування здійснюється і у філіях бібліотеки: в Адміністрації Президента Республіки Білорусь, у Виконавчому комітеті СНД. Сьогодні у бібліотеки близько 39 тисяч індивідуальних і колективних користувачів. Бібліотека активно співпрацює з бібліотеками урядових установ США, Польщі, країн Балтії, СНД. Серед її партнерів — Бібліотека Конгресу США, Національна парламентська бібліотека України, бібліотека Адміністрації Президента Російської Федерації, Парламентська бібліотека Російської Федерації, бібліотека Адміністрації Президента Азербайджану тощо. 
Високопрофесійний колектив здатний задовольнити багато інформаційних та бібліографічні запити. Крім досвідчених бібліотечних працівників успішно трудяться висококваліфіковані програмісти, юристи.